# Stenotothorax rugoclypeus
Stenotothorax rugoclypeus är en skalbaggsart som beskrevs av Hinton 1934. Stenotothorax rugoclypeus ingår i släktet Stenotothorax och familjen Aphodiidae. Inga underarter finns listade i Catalogue of Life.